# يورغ هاكر
يورغ هاكر (بالألمانية: Jörg Hinrich Hacker)‏ هو عالم أحياء جزيئية وأستاذ جامعي ألماني، ولد في 13 فبراير 1952 في غرفسمولن في ألمانيا.

## وصلات خارجية
- يورغ هاكر على موقع مونزينجر (الألمانية)